# Hux Flux
Hux Flux var en svensk psy/goatrancegrupp bildad 1998. Den bestod ursprungligen av Dennis Tapper själv, men efter första singlarna började han arbeta med Jonas Bergvall och Jonas Pettersson, och gjorde albumet Cryptic Crunch tillsammans. Efter detta började Tapper arbeta med Henric Fietz.
Tapper avled den 15 maj 2018, 43 år gammal.

## Diskografi

### Album
- 1999 – Cryptic Crunch
- 2003 – Division By ZerØ
- 2015 – Circle Sine Sound

### Singlar
- 1998 – Motor
- 1998 – Time Slices / Perceptor
- 1999 – Reflux
- 2000 – Lex Rex Perplex / Errorhead